# Nukewar
Nukewar est un jeu vidéo de type wargame développé et publié par Avalon Hill en 1980 sur Apple II, Commodore PET et TRS-80 puis porté sur Atari 8-bits, Commodore 64 et Commodore VIC-20. Le joueur y incarne le dirigeant d’un pays pendant la guerre froide et affronte le pays voisin dans une course à l’armement. Il doit pour cela construire des bases d’armements permettant de construire des bombardiers, des missiles et des sous-marins nucléaires. Il peut également envoyer des espions dans le pays voisin afin de repérer l’emplacement des bases ennemies. Une guerre nucléaire peut à tout moment être déclenché, provoquant la destruction partielle ou totales des deux pays.

## Système de jeu
Nukewar est un wargame qui simule, à l’échelle stratégique, un conflit entre deux pays imaginaires dans un contexte de guerre froide. Le joueur incarne le général en chef de l’armée d’un des pays et affronte le programme qui commande le pays voisin. Le jeu prend place sur une carte des deux pays qui sont représentés à l’écran par deux grilles constituées de 8x8 cases carrées. Certaines cases contiennent au départ des villes ou des bases militaires qui sont représentés par des lettres. Les cases du pays adverses sont recouvertes par un brouillard de guerre et sont donc initialement cachées au joueur. Le jeu se déroule au tour par tour (chaque tour représentant une année) et est divisée en deux phases : la guerre froide puis la guerre chaude. La première débute entre 1956 et 1965 et permet au joueur de construire de nouvelles bases de bombardiers ou de missiles. À partir de 1965, il peut de plus construire des bases de sous-marins nucléaires et à partir de 1970, il peut aussi construire des bases de missiles antibalistiques. En plus de développer son arsenal, le joueur peut également envoyer des espions dans le pays voisin afin de révéler la position des villes et des bases militaires ennemies. Son développement peut par ailleurs être perturbé par des accidents ou des sabotages dans ses centrales nucléaires, qui peuvent contaminer le terrain avoisinant et le rendre inconstructible pendant plusieurs tours. A n’importe quel moment de la guerre froide, le joueur ou son ennemi peut déclarer la guerre au pays voisin et le jeu entre alors dans sa deuxième phase. Le pays qui déclenche la guerre a l’avantage de tirer en premier mais son attaque à un impact négatif sur son opinion publique qui est pris en compte à la fin de la partie pour déterminer le vainqueur. Dans cette phase, les joueurs peuvent chacun à leur tour activer des bases afin de déclencher des bombardements ou de lancer des missiles contre les villes ou les infrastructures du pays voisin. Les bombardiers et les missiles antibalistiques permettent de lancer des attaques sans connaitre la position exacte de leur cible mais pour les missiles conventionnels, le joueur doit indiquer les coordonnées de la case qu’il souhaite attaquer. Les sous-marins lancent leurs missiles de la même manière mais ont l’avantage d’être inattaquables. Après quelques années de guerre, l’ennemi propose de négocier et si les deux camps acceptent, la guerre se termine et le programme détermine le vainqueur. Le camp dont la population (qui se concentre principalement dans les villes)  est la plus importante est alors déclaré vainqueur, sauf avis contraire de l’opinion publique et sauf si le nombre de survivant est si faible que le jeu ne désigne aucun vainqueur,.

## Développement et publication
Nukewar est programmé en Basic par la division jeu vidéo d’Avalon Hill. Avec les jeux B-1 Nuclear Bomber, Midway Campaign, North Atlantic Convoy Raider et Planet Miners, il fait partie des premiers jeux sur ordinateurs lancés par l’éditeur, jusque-là principalement connu pour ses jeux de plateau et ses wargames. Il est initialement publié sur Apple II, Commodore PET et TRS-80 pendant l’été 1980. Il est ensuite porté sur Atari 8-bits puis sur Commodore 64 et Commodore VIC-20 en 1983, ces dernières versions étant éditées sur la même cassette.

## Accueil
À sa sortie en 1980, Nukewar est sévèrement critiqué par le journaliste Dale Archibald du magazine Creative Computing qui explique que comme les autres jeux publiés par Avalon Hill à cette époque, il ferait peut-être un jeu de plateau acceptable mais qu’en tant que jeu sur ordinateur, il se révèle très décevant. Il estime en effet qu’il ne tire pas avantage des capacités des ordinateurs autrement que pour gérer les différents paramètres du jeu et que pour émettre quelques effets sonores insignifiants. Il déplore en particulier son absence totale de graphismes, en rappelant que les éléments du jeu sont uniquement représentés par des lettres, avant de conclure que le jeu n’a aucun intérêt. Le journaliste Dale Rupert du magazine Ahoy! est un moins sévère concernant les versions Commodore 64 et Commodore VIC-20 du jeu. Il juge en effet que s'il n’est « pas aussi compliqué et sophistiqué » que la plupart des wargames sur table, il donne un bon aperçu des jeux de ce type qui pourrait apparaitre sur ordinateur dans le futur. Il le décrit par ailleurs comme un jeu « peu conventionnel » qui est plus rapide que la plupart des jeux de stratégie mais qui nécessite tout de même de la réflexion et de la planification, avant de conclure en le recommandant aux joueurs qui cherchent un jeu vidéo ne nécessitant pas uniquement de bons réflexes.